# Göllingen
Göllingen là một đô thị ở huyện Kyffhäuser, ở bang Thüringen, Đức. Đô thị này có diện tích 10,74 km², dân số thời điểm ngày 31 tháng 12 năm 2006 là 789 người.